# Râul Carpen
Râul Carpen este un curs de apă, unul din brațele care formează râul Căian

## Hărți
- Harta județului Hunedoara
- Harta munților Apuseni